# زندان ایالتی فولسوم
زندان ایالتی فولسوم (انگلیسی: Folsom State Prison (FSP))، یک زندان ایالتی کالیفرنیا است که به فاصلهٔ ۲۰ مایل (۳۰ کیلومتر) در شمال شرق مرکز ایالت، ساکرامنتو قرار دارد و در شهر فولسوم در ایالت کالیفرنیا، واقع شده است.
این زندان 145 سال پیش در ۱۸۸۰ افتتاح شد، فولسوم پس از سن کوئنتین، قدیمی‌ترین زندان ایالت است، برای اولین بار در ایالات متحده آمریکا، این زندان بود که از داشتن برق بهرمند شد.
فولسوم همچنین از نخستین زندان‌های فوق امنیتی به شمار می‌آید و شاهد اعدام ۹۳ زندانی محکوم به مرگ طی یک دوره ۴۲ ساله است.
شهرت زندان فولسوم در میان مردم، بیشتر برای برگزاری کنسرتی برای زندانیان توسط جانی کش در آن مکان در سال ۱۹۶۸ است. او بیش از یک دهه پیش از آن کنسرت، آهنگ "Folsom Prison Blues" را نوشته، اجرا و ضبط کرده بود.